# 丁氏絲鰭鸚鯛
丁氏絲鰭鸚鯛（学名：Cirrhilabrus temminckii），又名淡帶絲隆頭魚、紅娘仔、柳冷仔，为隆頭魚科絲隆頭魚屬下的一个种，分布於西太平洋區，從日本相模灣至澳洲北部海域，棲息深度3-35公尺，體長可達9.9公分，棲息在向海礁坡的碎石區海域，成群活動，以浮游生物為食，生活習性不明，可做為觀賞魚。

## 扩展阅读
- 維基物種上的相關：丁氏絲鰭鸚鯛
- Froese, R. & Pauly, D. (eds.) (2013). Cirrhilabrus temminckii. FishBase. Version 2013-07.